# Драган Травиця
Драган Травиця  (італ. Dragan Travica, 28 серпня 1986) — італійський волейболіст хорватського походження, олімпійський медаліст, гравцем грецького «Олімпіакоса» з Пірею.

## Виступи на Олімпіадах
| Олімпіада   | Дисципліна | Місце |
| ----------- | ---------- | ----- |
| Лондон 2012 | волейбол   | 3     |